# بطولة ساو توميه وبرينسيب 2014
بطولة ساو توميه وبرينسيب 2014 (بالبرتغالية: Campeonato Santomense de 2014‏) هو موسم من بطولة ساو توميه وبرينسيب. كان عدد الأندية المشاركة فيه 16، وفاز فيه UDRA ‏.